# Ronald Schmid
Ronald Schmid (* 4. Juni 1949 in Holzkirchen / Oberbayern) ist ein deutscher Jurist, der insbesondere in den Gebieten Luftverkehrsrecht und Reiserecht tätig ist. Er arbeitet seit 1980 als Rechtsanwalt in Frankfurt am Main und an seinem Wohnsitz in Wiesbaden. Zudem betätigte er sich als Honorarprofessor an der Technischen Universität Darmstadt und an der Technischen Universität Dresden. Dort unterrichtete er Reiserecht und Luftverkehrsrecht.

## Werdegang
Ronald Schmid studierte von 1971 bis 1977 an der Philipps-Universität in Marburg und der Georg-August-Universität in Göttingen Rechtswissenschaften. 1983 promovierte er an der Johann Wolfgang Goethe-Universität in Frankfurt am Main bei Edgar Ruhwedel und Rolf Herber über das Thema „Die Arbeitsteiligkeit im modernen Luftverkehr und ihre Auswirkung auf die Haftung des Luftfrachtführers“. Seit 1984 ist Schmid Mit-Herausgeber des Frankfurter Kommentars zum Luftrecht. Zudem gibt er seit 1993 zusammen mit Ansgar Staudinger (Universität Bielefeld) und Klaus Tonner (Universität Rostock) die Zeitschrift ReiseRecht aktuell heraus.
Nach Ablegen des ersten juristischen Staatsexamens war Ronald Schmid von 1977 bis 1979 Referendar am Landgericht Frankfurt am Main. Nach der Ablegung des zweiten juristischen Staatsexamens im Jahre 1980 wurde als Rechtsanwalt zugelassen. Seit 1996 war er auch Fachanwalt für Arbeitsrecht. Im Jahr 2005 wurde Ronald Schmid von der Rechtsanwaltskammer Frankfurt am Main in den „Fachanwaltsausschuss Transport- und Speditionsrecht“ berufen, dessen Stellvertretender Vorsitzender er bis 2025 war.
Von 1988 bis 2003 war Ronald Schmid als Prokurist des deutschen Ferienflugunternehmens Aero Lloyd zuständig für die Bereiche Recht und Personal sowie Verkehrspolitik.
Heute berät und vertritt Ronald Schmid überwiegend Fluggäste und Reisende, so die Opfer und Hinterbliebenen der Concorde-Katastrophe (2000), der Luxair-Absturzes (2002) und der Notlandung eines AUA-Flugzeuges (2004). Darüber hinaus ist er als Berater in luft- und reiserechtlichen Rechtsstreitigkeiten sowie als gerichtlicher und privater Gutachter tätig.
Von 2005 bis 2012 war Ronald Schmid ferner Schlichter der „Reiseschiedsstelle“, einer Schlichtungsstelle für Online-Reisen, die zunächst der Verband Internet Reisevertrieb ins Leben gerufen hatte und die 2007 der Verein zur Förderung der alternativen Streitschlichtung im Reiserecht e.V. (FaSiR e.V.) übernahm.
Ronald Schmid ist außerdem Gründungsmitglied der 1992 gegründeten Deutschen Gesellschaft für Reiserecht e.V. (DGfR). Er fungierte von 1992 bis 2007 als deren Präsident; seit 2007 ist er Ehrenpräsident.

## Publikationen
- Elmar Giemulla, Ronald Schmid [Hrsg.], Wolf Müller-Rostin, Regula Dettling-Ott: Frankfurter Kommentar zum Luftverkehrsrecht. Loseblatt-Ausgabe, 5 Bände. Luchterhand, Neuwied 1986, ISBN 3-472-70460-8.
- Elmar Giemulla, Ronald Schmid: Der Luftfahrzeugführer. Neuwied 1990, ISBN 3-472-01056-8
- [Wolf Müller-Rostin], Ronald Schmid: Luftverkehrsrecht im Wandel. Festschrift für Wener Guldimann. Neuwied 1997, ISBN 3-472-03124-7.
- Ronald Schmid: Rechtsprechung zum Charterflug.Rechtsprobleme bei der Beförderung im Rahmen von Flugpauschalreisen. Luchterhand, Neuwied 1997, ISBN 3-472-02604-9.
- Ronald Schmid, [Hans-Gerhard Roßmann]: Das Arbeitsverhältnis der Besatzungsmitglieder in Luftfahrtunternehmen. Luchterhand, München 1997, ISBN 3-472-03171-9.
- Ronald Schmid, Klaus Tonner: Meine Rechte als Fluggast. dtv, München 2003, ISBN 3-423-05694-0.
- Ronald Schmid: Flugdienst- und Ruhezeiten von Besatzungsmitgliedern. 4. Auflage. Luchterhand, München 2004, ISBN 3-472-06038-7.
- [Wolf Müller-Rostin], Ronald Schmid: Das Luftverkehrsrecht im Wandel. Festgabe für Edgar Ruhwedel. Neuwied 2004, ISBN 3-472-05937-0
- Erman/Schmid, BGB, Kommentierung der Paragraphen 651a-l BGB (13.–15. Auflage 2013–2917), Otto Schmidt, Köln, ISBN 978-3-504-47103-3.
- Ronald Schmid (Hrsg.), Jürgen Maruhn, Holger Hopperdietzel, Paul Degott: BeckOK-Fluggastrechte-VO (online), C.H.Beck, München 2017.
- Ronald Schmid [Hrsg.], Jürgen Maruhn, Holger Hopperdietzel, Paul Degott: Fluggastrechte-Verordnung, C.H.Beck, München 2018, ISBN 978-3-406-71791-8